# Olga Sacharoff
Olga Nicolaevna Sacharoff (Tiflis, Georgia, 28 de mayo de 1881-Barcelona, 1967) fue una pintora española de origen ruso (región Cáucaso Sur) que formó parte de la Escuela de París con un estilo que transitó por el cubismo, el dadaísmo, el retorno a la figuración (ingenua, primitivista...) con un fuerte componente de realismo mágico, dedicando sus últimos años al paisaje y al retrato.

## Vida y obra
Nació en Georgia, estado actualmente independiente y antes englobado en la Imperio ruso. Su madre era de origen persa. Tras estudiar en la Escuela de Bellas Artes de Tiflis, se trasladó a Múnich (1910) y entró en contacto con el expresionismo alemán.
Olga Sacharoff viajó a París en 1911, acusando la influencia de Cézanne hasta sumergirse en el cubismo más radical, denominado «sintético». En Capri, en unas vacaciones, conoció al fotógrafo y pintor Otho Lloyd. Con él frecuentó el círculo de exiliados rusos encabezado por Marie Vassilieff. Representativo de esta fase cubista de Sacharoff es el Busto femenino, incluido en una exposición colectiva de Mujeres de la vanguardia española organizado por la Fundación Mapfre en Madrid en 1999.

### Traslado a España
El estallido de la Primera Guerra Mundial llevó a Sacharoff a viajar a España en 1915, junto con Otto. Primero la pareja residió en Mallorca, y en 1916 se estableció en Barcelona.  Algún historiador considera que ella fue la introductora del cubismo en dicha ciudad. Sacharoff colaboró en la revista de Francis Picabia 391, que se editó en Barcelona y que se considera portavoz del dadaísmo. De esta revista se publicaron cuatro números, en los que colaboraron también Marie Laurencin y Apollinaire. 
Olga Sacharoff expuso obras en los Salons d'Automme de París de cuatro años (1920-22 y 1928); la prensa francesa elogiaba su imaginación y decorativismo. Sin embargo, vivía en Barcelona casi en el anonimato total y expuso por primera vez en dicha ciudad en 1922. En 1929 colgó sus obras en una muestra individual en la galería Bernheim Jeune, una de las punteras de París. La crítica la etiquetó como «una nueva Marie Laurencin, rusa». En la Barcelona era amiga Laura Albéniz, pintora e ilustradora, en cuya casa se celebraban habitualmente tertulias donde asistían intelectuales y artistas de la época.
En ese momento, Olga y Otto vivieron una crisis de pareja y se separaron. Ella entró en una depresión y dejó de pintar durante cinco años. Reapareció en 1934, con una exposición en las Galerías Layetanas de Barcelona y al año siguiente en el Salón Montjuic, donde fue nombrada «Miembro societario».
Al estallar la guerra civil española (1936), Olga se trasladó a París y se reencontró con Otto Lloyd; se reconciliaron y en 1939 expusieron juntos en la Perls Gallery de Nueva York. Acabada la guerra, regresaron a Barcelona, su casa se convirtió en sede de una animada tertulia, de la que queda como testimonio un cuadro, La Colla, con 41 personajes.
Elegida por Camón Aznar, participó en el I Salón de los Once de Eugenio D'Ors en la Galería Biosca de Madrid. Dos años después organizó una retrospectiva de su obra parisina de 1910-30, y en 1960, la Dirección General de Bellas Artes le dedicó una antológica. En 1964, se le concedió la Medalla de la Ciudad de Barcelona. Olga Sacharoff murió tres años después, en 1967.
Sacharoff abordó la ilustración de libros: La casa de Claudine de Colette (1944), Donde crecen las lilas de Cirlot, Sempre i ara (Siempre y ahora) de Clementina Arderiu, Netochka Nezvanova de Fiódor Dostoyevski (1949), entre otros.

## Análisis
A partir de los años 1930, Sacharoff dejó atrás sus audacias más vanguardistas y se sumergió en un gusto naif que dejó atrás las influencias de Henri Rousseau. Su estilo adoptó rasgos líricos y amables, y se puso al servicio de una visión idealizada de Cataluña: paisajes, costumbres, tipos populares. En general, predominaban las composiciones con múltiples personajes, servidas con trazos esquemáticos y vivo colorido. El Museo Nacional Reina Sofía de Madrid posee una pintura de gran formato correspondiente a esta etapa.
Su producción a partir de 1940 se volvió más decorativa y repetitiva, en respuesta a la demanda y para integrarse en el circuito de galerías más comerciales, en unos años de posguerra poco propicios a audacias vanguardistas. El género del retrato ganó protagonismo. 
Al igual que Pere Pruna, Olga Sacharoff pertenece a una tradición figurativa más bien continuista o no conflictiva que se desarrolló en la España de posguerra paralelamente al florecimiento de las vanguardias en el extranjero. Relegada a un relativo silencio de la crítica durante los años 70 y 80, Sacharoff recuperó su presencia en el circuito de exposiciones y galerías gracias a la pujanza de un cierto tipo de coleccionismo.

## Reconocimientos
En 1994 se realizó una exposición antológica El mon dÓlga Sacharoff celebrada en La pedrera, Barcelona, con cien obras de la artista.
En 2002 se le dedicó una antológica a dúo con María Blanchard, en Bilbao (Sala de Exposiciones BBK, Gran Vía). Se incluyó una pieza de la Colección Carmen Thyssen-Bornemisza. 
En el Museo de Montserrat hay obras pictóricas suyas, Sombrerería o Floristería.
En el año 2017 la Generalidad de Cataluña conmemoró los cincuenta años de su fallecimiento declarando el Año Sacharoff, organizando una programación que englobó un gran número de actividades como conferencias, charlas, debates, seminarios y exposiciones. La historiadora y crítica de arte, Elina Norandi, fue nombrada, por el Departament de Cultura, comisaria de la conmemoración. La exposición central se celebró en el Museu d'Art de Girona; titulada "Olga Sacharoff: pintura, poesia y emancipación" donde se mostraron más de ochenta obras de la artista.